# The Spirit of ’67
| Оценки критиков | Оценки критиков |
| Источник        | Оценка          |
| --------------- | --------------- |
| Allmusic        | [ 1 ]           |

The Spirit of ’67 — шестой студийный альбом американской поп-рок-группы Paul Revere & the Raiders, выпущенный в ноябре 1966 года и спродюсированный Терри Мелчером. Наиболее известными песнями с этого диска являются «Hungry», «The Great Airplane Strike» и «Good Thing».
В 1996 году альбом был переиздан лейблом Sundazed Records с тремя бонус-треками.

## Список композиций

### Сторона 1
1. «Good Thing» (M. Lindsay, T. Melcher) — 3:03
2. «All About Her» (R. Gerhardt, M. Lindsay, T. Melcher) — 3:01
3. «In My Community» (P. Volk) — 2:09
4. «Louise» (L. Kincaid) — 2:08
5. «Why? Why? Why?» (Is It So Hard) (P. Volk) — 2:57
6. «Oh! To Be A Man» (M. Lindsay, P. Revere) — 3:02

### Сторона 2
1. «Hungry[англ.] (B. Mann, C. Weill)» — 2:57
2. «Undecided Man»  (P. Revere, M. Lindsay) — 1:48
3. «Our Candidate» (M. Smith) — 2:49
4. «1001 Arabian Nights»  (M. Lindsay, T. Mercher) — 4:25
5. «The Great Airplane Strike» (P. Revere, T. Melcher, M. Lindsay) — 3:07

### Переиздание 1996 года
1. «Good Thing» (M. Lindsay, T. Melcher)  — 3:03
2. «All About Her» (R. Gerhardt, M. Lindsay, T. Melcher)  — 3:01
3. «In My Community» (P. Volk)  — 2:09
4. «Louise» (L. Kincaid) — 2:08
5. «Why? Why? Why? (Is It So Hard)» (P. Volk) — 2:57
6. «Oh! To Be A Man» (M. Lindsay, P. Revere) — 3:02
7. «Hungry» (B. Mann, C. Weill) —  2:57
8. «Undecided Man» (P. Revere, M. Lindsay)  — 1:48
9. «Our Candidate» (M. Smith)  — 2:49
10. «1001 Arabian Nights» (M. Lindsay, T. Mercher)  — 4:25
11. «The Great Airplane Strike» (P. Revere, T. Melcher, M. Lindsay) — 3:07

#### Бонус-треки
1. «(You’re A) Bad Girl»
2. «Hungry» (альтернативная версия)
3. «The Great Airplane Strike» (сингловая версия)

## Участники записи
Paul Revere & the Raiders
- Пол Ревир — клавишные
- Марк Линдсей[англ.] — ведущий вокал, саксофон
- Фил «Фэнг» Волк — бас-гитара, ведущий вокал (треки «In My Community» и «Why? Why? Why?»)
- Майк «Смитти» Смит — ударные, ведущий вокал в треке «Our Candidate»
- Дрейк «Кид» Левин — гитара, бэк-вокал
- Джим «Харпо» Уолли — гитара

Технический персонал
- Терри Мелчер— продюсер, аранжировки, дирижёр
- Морт Гарсон[англ.]— аранжировки, дирижёр

## Позиция в чартах
| Чарт (1966)        | Позиция |
| ------------------ | ------- |
| U.S. Billboard 200 | 9       |